# Kapellenbach (Altmühl)
Der Kapellenbach ist ein linker Zufluss der Altmühl in Eichstätt in Bayern.

## Geografie

### Kapellenbachquelle

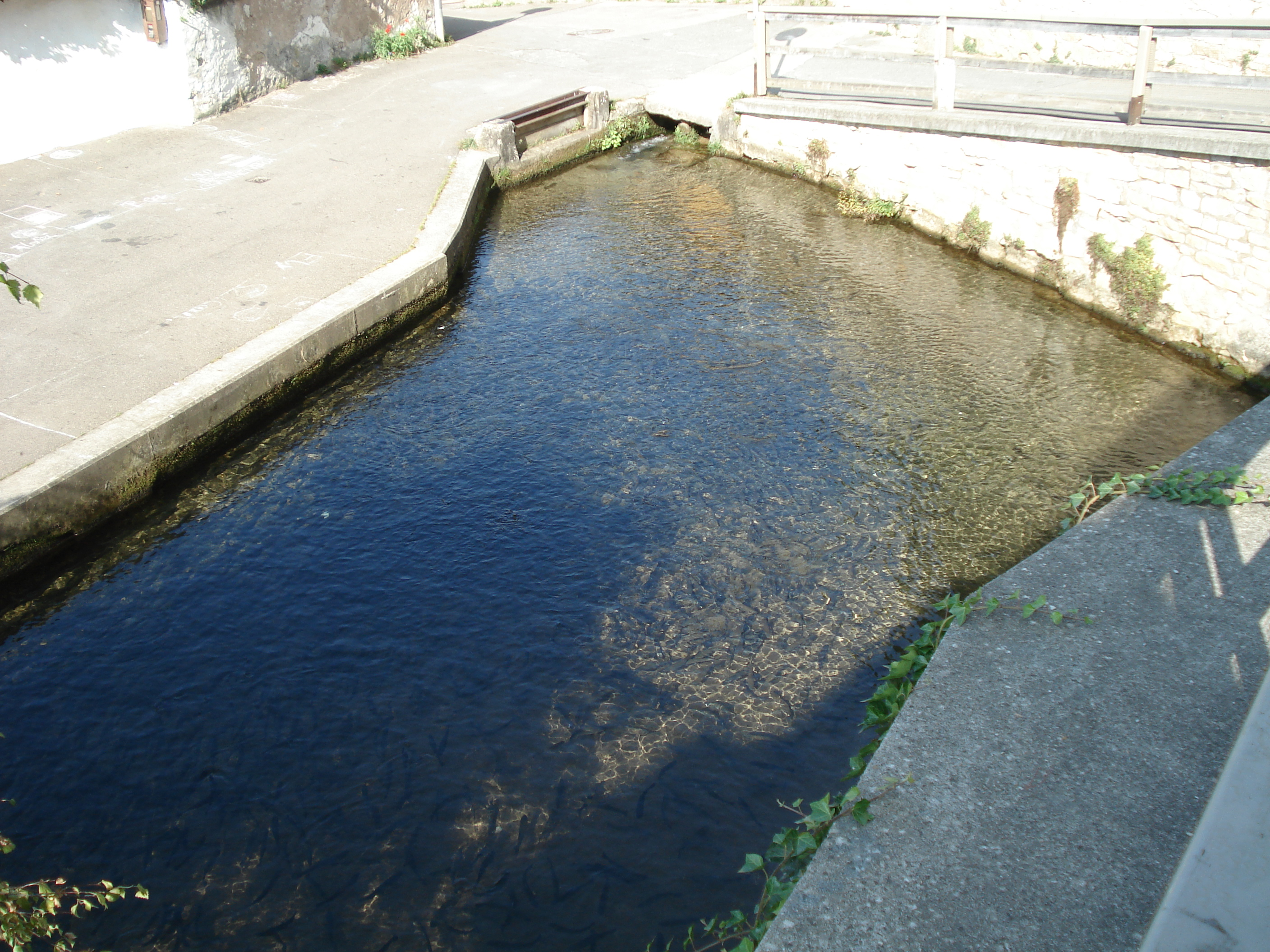
Die Kapellenbachquelle

Die Kapellenbachquelle liegt in Eichstätt hinter der Mariahilf-Kapelle. Es handelt sich um ein mit Kalksteinen ummauertes Becken, in das sich zwei Karstquellen ergießen. Diese treten als Schichtquellen aus einer dickeren Mergellage des Juramarmors zutage. Die Quellschüttung beträgt 150 bis 250 Liter pro Sekunde. Im glasklaren Wasser des Quellbeckens züchtet der Anglerverein Eichstätt Forellen, welche jährlich am Gründonnerstag gefischt werden.

### Verlauf

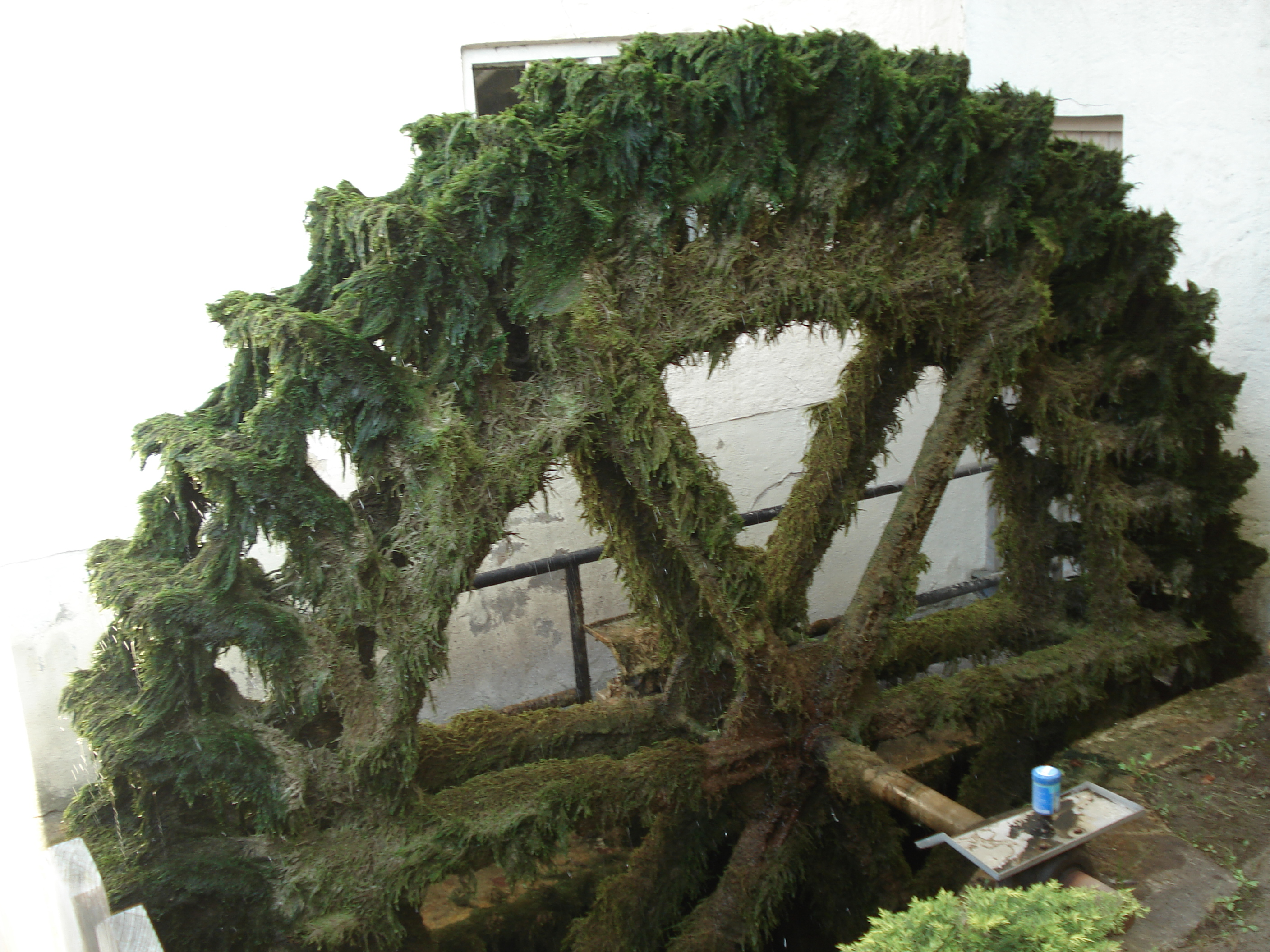
Mühlrad der Walburgismühle

Der Kapellenbach fließt in zwei Armen ab. Der größere südliche und linke Teil betrieb früher mehrere Mühlen. Das 1496 erbaute Gebäude der Walburgismühle ist noch erhalten. Die Mühle wurde bis 1959 betrieben. Das Mühlrad dient heute der Stromgewinnung. Der kleinere westliche und rechte Arm durchfloss teilweise in einem offenen Kanal die Mariahilf-Kapelle und kam in einem Fassadenbrunnen wieder zum Vorschein. Der Kapellenbach mündet nach etwa 340 m gegenüber dem Stadtbahnhof in die Altmühl. Am Unterlauf des Bachs unweit der Mündung in die Altmühl befindet sich eine Kneippanlage.